# Titularbistum Tigimma
Tigimma ist ein Titularbistum der römisch-katholischen Kirche.
Es geht zurück auf einen untergegangenen Bischofssitz in der gleichnamigen antiken Stadt, die in der römischen Provinz Africa proconsularis (heute nördliches Tunesien) lag. Der Bischofssitz war der Kirchenprovinz Karthago zugeordnet.
| Titularbischöfe von Tigimma |                                                |                                                   |                   |                 |
| Nr.                         | Name                                           | Amt                                               | von               | bis             |
| 1                           | Miguel Roca Cabanellas                         | Koadjutorbischof von Cartagena (Spanien)          | 20. Juli 1966     | 22. April 1969  |
| 2                           | Luciano Storero Titularerzbischof pro hac vice | Apostolischer Nuntius                             | 22. November 1969 | 1. Oktober 2000 |
| 3                           | Stanisław Dowlaszewicz OFMConv                 | Weihbischof in Santa Cruz de la Sierra (Bolivien) | 21. Dezember 2000 |                 |